# Pamela Reed
Pamela Reed (Tacoma, Washington, 2 de abril de 1949) é uma atriz americana. Ela é conhecida por atuar ao lado de Arnold Schwarzenneger no filme Kindergarten Cop e como a matriarca Gail Green da série Jericho. Ela também interpretou  Marlene Griggs-Knope na sitcom Parks and Recreation, da NBC.

## Vida pessoal
Reed nasceu em Tacoma, Washington, filha de Vernie e Norma Reed.  Ela recebeu seu bacharel na Universidade de Washington.   Ela é casada com o cineasta Sandy Smolan desde 1988. Em 1999, realizou uma cirurgia no quadril. Desde 2004, ela reside em Hancock Park, Los Angeles, com seu marido e dois filhos adotivos, Reed e Lily.

## Filmografia
| Filmes | Filmes                    | Filmes                | Filmes      | Filmes         |
| Ano    | Título                    | Papel                 | Referências | Notas          |
| ------ | ------------------------- | --------------------- | ----------- | -------------- |
| 1980   | The Long Riders           | Belle Starr           | [ 4 ]       |                |
| 1980   | Melvin and Howard         | Bonnie Dummar         | [ 5 ]       |                |
| 1981   | Eyewitness                | Linda Mercer          | [ 6 ]       |                |
| 1982   | Young Doctors in Love     | Enf. Norine Sprockett | [ 7 ]       |                |
| 1983   | The Right Stuff           | Trudy Cooper          | [ 8 ]       |                |
| 1984   | The Goodbye People        | Nancie Scot           |             |                |
| 1986   | The Clan of the Cave Bear | Iza                   |             |                |
| 1986   | The Best of Times         | Gigi Hightower        | [ 9 ]       |                |
| 1987   | Rachel River              | Mary Graving          |             |                |
| 1989   | Chattahoochee             | Earlene               | [ 10 ]      |                |
| 1990   | Redlands                  | Maude                 |             | Curta-metragem |
| 1990   | Cadillac Man              | Tina                  | [ 11 ]      |                |
| 1990   | Kindergarten Cop          | Det. Phoebe O'Hara    | [ 12 ]      |                |
| 1992   | Passed Away               | Terry Scanlan Pinter  |             |                |
| 1992   | Bob Roberts               | Carol Cruise          |             |                |
| 1994   | Junior                    | Angela                |             |                |
| 1997   | Santa Fe                  | Nancy Vigil           |             |                |
| 1997   | Bean                      | Alison Langley        |             |                |
| 1998   | Why Do Fools Fall in Love | Judge Lambrey         |             |                |
| 1999   | Standing on Fishes        | Janice                |             |                |
| 2000   | Proof of Life             | Janis Goodman         |             |                |
| 2005   | Life of the Party         | Evelyn                |             |                |
| 2016   | Savannah Sunrise          | Loraine               |             |                |
| 2017   | Outside In                | Tia Bette             |             |                |
| 2018   | The Long Dumb Road        | Dotty                 |             |                |
| 2020   | Language Arts             | Irmã Giorgia          |             |                |

### Televisão
| Séries e Programas de TV | Séries e Programas de TV                 | Séries e Programas de TV | Séries e Programas de TV                                                | Séries e Programas de TV |
| Ano                      | Título                                   | Papel                    | Notas                                                                   |                          |
| ------------------------ | ---------------------------------------- | ------------------------ | ----------------------------------------------------------------------- | ------------------------ |
| 1976                     | Spencer's Pilots                         | Susan                    | "The Hitchhiker"                                                        |                          |
| 1977                     | The Andros Targets                       | Sandi Farrell            |                                                                         |                          |
| 1978                     | All's Well That Ends Well                | Helena                   | Telefilme                                                               |                          |
| 1981                     | Inmates: A Love Story                    | Sunny                    | Telefilme                                                               |                          |
| 1983                     | The Mississippi                          | Paige                    | "Beyond a Reasonable Doubt"                                             |                          |
| 1983                     | I Want to Live                           | Edie Bannister           | Telefilme                                                               |                          |
| 1983                     | Heart of Steel                           | Valerie                  | Telefilme                                                               |                          |
| 1985                     | Scandal Sheet                            | Helen Grant              | Telefilme                                                               |                          |
| 1988                     | Hemingway                                | Mary Welsh               | Minissérie                                                              |                          |
| 1988                     | Tanner '88                               | T.J. Cavanaugh           | Minissérie                                                              |                          |
| 1988                     | L.A. Law                                 | Norma Heisler            | "Romancing the Drone"                                                   |                          |
| 1990                     | Grand                                    | Janice Pasetti           |                                                                         |                          |
| 1990                     | Caroline?                                | Grace Carmichael         | Telefilme                                                               |                          |
| 1990                     | The Civil War                            | Vários (voz)             | Minissérie/Documentário                                                 |                          |
| 1992                     | Woman with a Past                        | Dee Johnson              | Telefilme                                                               |                          |
| 1992–03                  | The Simpsons                             | Ruth Powers (voz)        | "New Kid on the Block", "Marge on the Lam", "The Strong Arms of the Ma" |                          |
| 1993                     | Born Too Soon                            | Elizabeth Mehren         | Telefilme                                                               |                          |
| 1993                     | Family Album                             | Denise Lerner            | Minissérie                                                              |                          |
| 1995                     | Deadly Whispers                          | Carol Acton              | Telefilme                                                               |                          |
| 1995                     | Buford's Got a Gun                       | Laurie                   | Telefilme                                                               |                          |
| 1995–96                  | The Home Court                           | Juiza Sydney J. Solomon  |                                                                         |                          |
| 1996                     | The Man Next Door                        | Wanda Gilmore            | Telefilme                                                               |                          |
| 1996                     | Critical Choices                         | Arlene                   | Telefilme                                                               |                          |
| 1998                     | Carriers                                 | Holly Parker             | Telefilme                                                               |                          |
| 2001                     | The Kennedys                             | Pamela Kennedy           | Telefilme                                                               |                          |
| 2003                     | Book of Days                             | Grady                    | Telefilme                                                               |                          |
| 2003                     | Judging Amy                              | Sarah                    | "Shock and Awe"                                                         |                          |
| 2004                     | Tanner on Tanner                         | T.J. Cavanaugh           | Minissérie                                                              |                          |
| 2004                     | JAG                                      | Major General Willsey    | "Whole New Ball Game"                                                   |                          |
| 2005                     | Dynasty: The Making of a Guilty Pleasure | Esther Shapiro           | Telefilme                                                               |                          |
| 2005                     | Jane Doe: Now You See It, Now You Don't  | Fran Henkel              | Telefilme                                                               |                          |
| 2006                     | Pepper Dennis                            | Lynn Dinkle              |                                                                         |                          |
| 2006–08                  | Jericho                                  | Gail Green               |                                                                         |                          |
| 2008                     | Eli Stone                                | Mrs. Stone               | "Pilot", "Heartbeat"                                                    |                          |
| 2009                     | The Beast                                | Asst. Dir. Ida Paulson   | "Counterfeit", "No Turning Back"                                        |                          |
| 2009–11                  | United States of Tara                    | Beverly Craine           |                                                                         |                          |
| 2009–12                  | Parks and Recreation                     | Marlene Griggs-Knope     |                                                                         |                          |
| 2010                     | Proposition 8 Trial Re-Enactment         | Dr. M. V. Lee Badgett    | Documentário                                                            |                          |
| 2010                     | Grey's Anatomy                           | Mrs. Banks               | "Valentine's Day Massacre"                                              |                          |
| 2011–12                  | CSI: Crime Scene Investigation           | Donna Hoppe              | "Genetic Disorder", "Risky Business Class"                              |                          |
| 2012                     | Perception                               | Mrs. Penderhalt          | "86'd"                                                                  |                          |
| 2014                     | Criminal Minds                           | Mary Bidwell             | "Boxed In"                                                              |                          |
| 2015–presente            | NCIS: Los Angeles                        | Roberta Deeks            |                                                                         |                          |